# Debub Wollo
Debub Wollo är en zon i Etiopien.   Den ligger i regionen Amhara, i den centrala delen av landet, 230 km norr om huvudstaden Addis Abeba. Antalet invånare är 2 518 862.
Debub Wollo delas in i:
- Legambo
- Ebenat